# Seznam památných stromů v okrese Strakonice
Toto je seznam památných stromů v okrese Strakonice, v němž jsou uvedeny památné stromy na území okresu Strakonice.
| Název                             | Obrázek                                   | Umístění                                             | Druh                                     | Obvod [v cm] | Kód wikidata     | Galerie                                                  | Poznámka |
| --------------------------------- | ----------------------------------------- | ---------------------------------------------------- | ---------------------------------------- | --- | ---------------- | -------------------------------------------------------- | --- |
| Bezdědovický dub                  | Památný strom u místní hospody            | Bezdědovice 49°26′38″ s. š., 13°52′56″ v. d.         | dub letní                                | 395 | 102665 Q26787749 | Kategorie „Bezdědovický dub“ na Wikimedia Commons        | 25 metrů vysoký dub roste v obci, severně od hlavní silnice u místní hospůdky |
| Dub královny Johanky †            |                                           | Blatná                                               | dub letní                                | & Chyba ve výrazu: Neočekávaný operátor / Chyba ve výrazu: Neočekávaný operátor / Chyba ve výrazu: Neočekávaný operátor / Chyba ve výrazu: Neočekávaný operátor / Chyba ve výrazu: Neočekávaný operátor / Chyba ve výrazu: Neočekávaný operátor / Chyba ve výrazu: Neočekávaný operátor / Chyba ve výrazu: Neočekávaný operátor / Chyba ve výrazu: Neočekávaný operátor / Chyba ve výrazu: Neočekávaný operátor / Chyba ve výrazu: Neočekávaný operátor / Chyba ve výrazu: Neočekávaný operátor / Chyba ve výrazu: Neočekávaný operátor / Chyba ve výrazu: Neočekávaný operátor / Chyba ve výrazu: Neočekávaný operátor / -1.0000-0 |                  |                                                          | Již zaniklý, více v samostatném článku. |
| Divadelní lípa                    | Divadelní lípa v Březí                    | Březí u Blatné 49°30′31″ s. š., 13°47′49″ v. d.      | lípa velkolistá                          | 675 | 102696 Q26787773 | Kategorie „Divadelní lípa v Březí“ na Wikimedia Commons  | 18 metrů vysoká lípa roste v obci na dvoře místního hostince čp. 33 |
| Cehnické lípy                     |                                           | Cehnice 49°13′20″ s. š., 14°0′12″ v. d.              | lípa malolistá (2)                       | 420 | 102664 Q26779094 |                                                          | 2 lípy rostou u Božích muk z r. 1693 |
| Buk Velenovského                  |                                           | Čekanice 49°23′13″ s. š., 13°52′58″ v. d.            | buk lesní                                | 390 | 102695 Q26787772 |                                                          | 18 metrů vysoký buk roste v blízkosti kapličky na vrcholu stoupání u silnice z Čekanic do Blatné. |
| Čekanický dub                     |                                           | Čekanice 49°23′12″ s. š., 13°52′48″ v. d.            | dub zimní                                | 520 | 102668 Q26787751 |                                                          | 20 metrů vysoký dub roste na okraji lesního porostu u lesní cesty, na pasece. |
| Lípa u kapličky v Černěticích     |                                           | Černětice 49°8′38″ s. š., 13°54′39″ v. d.            | lípa malolistá                           | 400 | 102681 Q26787760 |                                                          | 26 metrů vysoká lípa roste na křižovatce silnic na zeleném ostrůvku u kapličky; zasazena r. 1859. |
| Klen u sv. Jana a Pavla           |                                           | Dobrš 49°9′22″ s. š., 13°45′22″ v. d.                | javor klen                               | 360 | 102680 Q26787759 |                                                          | 24 metrů vysoký javor roste na návrší u kostela sv. Jana a Pavla. |
| Lípa na návsi                     |                                           | Dobrš 49°9′22″ s. š., 13°45′14″ v. d.                | lípa malolistá                           | 372 | 104711 Q26789344 |                                                          | 17 metry vysoká lípa na návsi v Dobrši. |
| Lípa u fary                       |                                           | Dobrš 49°9′22″ s. š., 13°45′16″ v. d.                | lípa malolistá                           | 446 | 104712 Q26789345 |                                                          | 20 metrů vysoká lípa v rohu farské zahrady v Dobrši. |
| Dřešínské ořešáky                 |                                           | Dřešín 49°9′48″ s. š., 13°47′5″ v. d.                | ořešák černý (4)                         | 310 | 102667 Q26779096 |                                                          | 4 ořešáky rostou u silnice směrem na Čestice u křížku. |
| Lípa Svobody                      |                                           | Dřešín 49°9′21″ s. š., 13°46′45″ v. d.               | lípa malolistá                           | 270 | 102666 Q26787750 |                                                          | 30 metrů vysoká lípa roste na louce při levém břehu Chvalšovického potoka (Peklov); zasazena 28. října 1918 na počest vzniku ČSR. |
| Czernínských dub v Sedlické oboře |                                           | Holušice u Mužetic 49°22′6″ s. š., 13°59′12″ v. d.   | dub zimní                                | 660 | 102671 Q26787754 |                                                          | V přírodní rezervaci Sedlická obora nedaleko domečku pro personál. 28 metrů výška. |
| Hostišovické lípy                 |                                           | Hostišovice 49°29′12″ s. š., 13°55′28″ v. d.         | lípa malolistá (1) † lípa velkolistá (1) | 373 | 102674 Q26779079 |                                                          | 1 z původně dvou lip na severní straně hráze Mlýnského rybníka u křížku, nedaleko silnice z Březnice do Blatné. |
| Chelčická lípa                    |                                           | Chelčice 49°6′46″ s. š., 14°9′22″ v. d.              | lípa malolistá                           | 456 | 102694 Q26787771 |                                                          | 20 metrů vysoká lípa roste na návrší u usedlosti čp. 70 blízko silnice. |
| Klen na Hvížďalce                 |                                           | Kalenice 49°16′14″ s. š., 13°43′3″ v. d.             | javor klen                               | 508 | 104609 Q26789279 |                                                          | 21 metrů výška. |
| Dub na Kole                       |                                           | Kladruby 49°16′47″ s. š., 13°46′3″ v. d.             | dub letní                                | 367 | 106552           |                                                          | V lokalitě lesního palouku Lipovka, místně zvaného Na Kole. |
| Stromořadí Duby                   |                                           | Kladruby 49°16′27″ s. š., 13°46′2″ v. d.             | dub letní (7)                            | & Chyba ve výrazu: Neočekávaný operátor / Chyba ve výrazu: Neočekávaný operátor / Chyba ve výrazu: Neočekávaný operátor / Chyba ve výrazu: Neočekávaný operátor / Chyba ve výrazu: Neočekávaný operátor / Chyba ve výrazu: Neočekávaný operátor / Chyba ve výrazu: Neočekávaný operátor / Chyba ve výrazu: Neočekávaný operátor / Chyba ve výrazu: Neočekávaný operátor / Chyba ve výrazu: Neočekávaný operátor / Chyba ve výrazu: Neočekávaný operátor / Chyba ve výrazu: Neočekávaný operátor / Chyba ve výrazu: Neočekávaný operátor / Chyba ve výrazu: Neočekávaný operátor / Chyba ve výrazu: Neočekávaný operátor / -1.0000-0 | 106556           |                                                          | V lokalitě místně zvané Duby, pod Pícků vrškem, při polní cestě. |
| Dub U obrázku                     |                                           | Kladruby 49°16′32″ s. š., 13°46′ v. d.               | dub letní                                | 375 | 106553           |                                                          | V lokalitě na okraji lesního komplexu Lipovka, místně zvané U obrázku. |
| Lípa u Dubů                       |                                           | Kladruby 49°16′30″ s. š., 13°45′51″ v. d.            | lípa malolistá                           | 265 | 106554           |                                                          | V lokalitě místně zvané Duby, pod Pícků vrškem, v závěru dubového stromořadí při polní cestě. |
| Lípa na Ovčíně                    |                                           | Kladruby 49°16′19″ s. š., 13°45′51″ v. d.            | lípa malolistá                           | 217 | 106555           |                                                          | V lokalitě místně zvané Na Ovčíně, nezávisle na blízkém dubovém stromořadí při cestě. |
| Dračí jilm                        |                                           | Kladruby u Strakonic 49°16′4″ s. š., 13°45′46″ v. d. | jilm horský                              | 530 | 102663 Q26787748 |                                                          | 28 metrů vysoký dominující strom v zámeckém parku vysazen kolem poloviny 19. století, zeď s dračím tělem a dračí hlavou, drak symbol Kladrub, proto Dračí jilm |
| Paračovské lípy v Kocelovicích    |                                           | Kocelovice 49°28′0″ s. š., 13°51′7″ v. d.            | lípa malolistá (4)                       | 342 | 102693 Q26779077 |                                                          | 4 lípy kolem kamenného křížku u cesty z Kocelovic směrem k silnici Blatná-Bělčice u odbočky do osady Paračov. |
| Lípa Naděje                       |                                           | Lomec 49°5′43″ s. š., 14°11′17″ v. d.                | lípa                                     | & Chyba ve výrazu: Neočekávaný operátor / Chyba ve výrazu: Neočekávaný operátor / Chyba ve výrazu: Neočekávaný operátor / Chyba ve výrazu: Neočekávaný operátor / Chyba ve výrazu: Neočekávaný operátor / Chyba ve výrazu: Neočekávaný operátor / Chyba ve výrazu: Neočekávaný operátor / Chyba ve výrazu: Neočekávaný operátor / Chyba ve výrazu: Neočekávaný operátor / Chyba ve výrazu: Neočekávaný operátor / Chyba ve výrazu: Neočekávaný operátor / Chyba ve výrazu: Neočekávaný operátor / Chyba ve výrazu: Neočekávaný operátor / Chyba ve výrazu: Neočekávaný operátor / Chyba ve výrazu: Neočekávaný operátor / -1.0000-0 |                  | Kategorie „Lípa Naděje (Lomec)“ na Wikimedia Commons     | V poutním areálu. Více v samostatném článku. |
| Libějovická alej                  |                                           | Libějovice 49°7′5″ s. š., 14°10′53″ v. d.            | různé                                    | & Chyba ve výrazu: Neočekávaný operátor / Chyba ve výrazu: Neočekávaný operátor / Chyba ve výrazu: Neočekávaný operátor / Chyba ve výrazu: Neočekávaný operátor / Chyba ve výrazu: Neočekávaný operátor / Chyba ve výrazu: Neočekávaný operátor / Chyba ve výrazu: Neočekávaný operátor / Chyba ve výrazu: Neočekávaný operátor / Chyba ve výrazu: Neočekávaný operátor / Chyba ve výrazu: Neočekávaný operátor / Chyba ve výrazu: Neočekávaný operátor / Chyba ve výrazu: Neočekávaný operátor / Chyba ve výrazu: Neočekávaný operátor / Chyba ve výrazu: Neočekávaný operátor / Chyba ve výrazu: Neočekávaný operátor / -1.0000-0 |                  | Kategorie „Libějovická alej“ na Wikimedia Commons        | Čtyřřadá alej, která prochází mezi obcemi Libějovice a Chelčice. Více v samostatném článku. |
| Augustiniánské lípy               |                                           | Lnáře 49°27′10″ s. š., 13°47′47″ v. d.               | lípa malolistá (1) lípa velkolistá (1)   | 645 | 102691 Q26779075 |                                                          | 2 lípy rostou v klášterním parku na příkré stráni nedaleko věže |
| Brandlova lípa                    |                                           | Lnáře 49°27′10″ s. š., 13°47′44″ v. d.               | lípa velkolistá                          | 440 | 102692 Q26787770 |                                                          | 20 metrů vysoká lípa roste u vchodu do klášterního kostela Nejsvětější trojice. |
| Malenický hloh                    |                                           | Malenice 49°7′26″ s. š., 13°52′58″ v. d.             | hloh jednosemenný                        | 127 | 106540           |                                                          | Roste v lokalitě u malenické fary. |
| Dub Břeňka Švihovského            |                                           | Mladějovice 49°14′7″ s. š., 14°3′21″ v. d.           | dub letní                                | 560 | 102661 Q26787746 |                                                          | 35 metrů vysoký dub roste v bažantnici |
| Dvojčata princezny Hedviky        |                                           | Mladějovice 49°14′2″ s. š., 14°3′37″ v. d.           | dub letní (2)                            | 500 | 102662 Q26779091 |                                                          | součást sudoměřského bojiště |
| Mladějovický dub                  |                                           | Mladějovice 49°13′56″ s. š., 14°3′23″ v. d.          | dub letní                                | 690 | 102677 Q26787756 |                                                          | 27 metrů vysoký dub roste na hrázi Mlýnského rybníka. |
| Otavský dub                       |                                           | Nové Strakonice 49°15′37″ s. š., 13°52′37″ v. d.     | dub letní                                | 335 | 102660 Q26787744 |                                                          | 22 metrů vysoký dub roste u Otavy, místní trať Na Ostrovci. |
| Švandova lípa                     |                                           | Nové Strakonice 49°15′25″ s. š., 13°53′39″ v. d.     | lípa srdčitá                             | 430 | 105830 Q26790404 | Kategorie „Švandova lípa“ na Wikimedia Commons           | |
| Václavská lípa †                  |                                           | Nové Strakonice 49°15′8″ s. š., 13°55′12″ v. d.      | lípa malolistá                           | 547 | 102690 Q26787769 |                                                          | 25 metrů vysoká lípa roste cca 10 m severně od silnice Strakonice-Vodňany, na hranici katastru, hraniční strom; při bouřce 21.6.2023 byla zničena. Ochrana stromu byla zrušena 25. ledna 2025. |
| Osecké duby                       | Památné duby u kaple sv. Jana Nepomuckého | Osek 49°18′50″ s. š., 13°57′51″ v. d.                | dub letní (2)                            | 435 | 102659 Q26779089 |                                                          | 2 duby u kaple sv. Jana Nepomuckého. |
| Paračovská lípa                   |                                           | Paračov 49°12′5″ s. š., 13°59′39″ v. d.              | lípa malolistá                           | 380 | 102658 Q26787743 |                                                          | 28 metrů vysoká lípa roste v obci, před čp. 8, rodový strom, vysazen prvorozeným synem z rodu, který přišel na statek v r. 1741. |
| Dienzenhoferova lípa †            |                                           | Paštiky                                              | lípa malolistá                           | 450 | 102673           |                                                          | 27 metrů vysoká lípa rostla v obci Paštiky u hřbitovní zdi. Ochrana zrušena roku 2009. |
| Paštická lípa                     | Památná lípa u kostela v Paštikách        | Paštiky 49°26′34″ s. š., 13°53′54″ v. d.             | lípa malolistá                           | 420 | 102669 Q26787752 | Kategorie „Paštická lípa“ na Wikimedia Commons           | 26 metrů vysoká lípa roste na skále nad komunikací Blatná-Paštiky-Drahenický Málkov proti průčelí kostela. |
| Fiřtova lípa                      | Fiřtova lípa                              | Podruhlí 49°29′54″ s. š., 13°54′9″ v. d.             | lípa malolistá                           | 473 | 102689 Q26787768 |                                                          | 28 metrů vysoká lípa roste u silnice mezi obcemi Bělčice a Podruhlí u křížku s letopočtem 1868 |
| Předmířská lípa                   |                                           | Předmíř 49°29′24″ s. š., 13°46′18″ v. d.             | lípa velkolistá                          | 343 | 102670 Q26787753 | Kategorie „Fiřtova lípa u podruhlí“ na Wikimedia Commons | 22 metrů vysoká lípa roste v obci na dvoře čp. 48. |
| Podsrpenské lípy                  |                                           | Přední Ptákovice 49°15′ s. š., 13°55′54″ v. d.       | lípa malolistá (2)                       | 468 | 102657 Q26779084 |                                                          | 1 z původně 2 lip v místní části Přední Ptákovice, ul. Podsrpenská. |
| Zborovické lípy                   |                                           | Přední Zborovice 49°13′17″ s. š., 13°53′26″ v. d.    | lípa malolistá (2)                       | 340 | 102656 Q26779087 | Kategorie „Zborovické lípy“ na Wikimedia Commons         | 2 lípy za mostem přes Volyňku vede vpravo cesta a po 50 m u kapličky u kapličky, podle pověsti pochováni vojáci ze švédských válek. |
| Lípa u kaple Sv. Anny             |                                           | Přechovice                                           | lípa malolistá                           | 380 | 106220 Q73601732 |                                                          | Na zatravněném pozemku u pravého předního rohu kaple Sv. Anny v Přechovicích. Stáří 180 let. |
| Rošický klen                      |                                           | Rošice 49°23′20″ s. š., 13°52′28″ v. d.              | javor klen                               | 445 | 102672 Q26787755 |                                                          | Před bývalou Rošickou myslivnou; F.X. Šalda jezdil na prázdniny k tetě M. Schnurpleiolové, paní lesní na Rošicích. Výška 25 metrů. |
| Sedlíkovická lípa                 |                                           | Sedlíkovice 49°14′56″ s. š., 13°59′37″ v. d.         | lípa malolistá                           | 437 | 102688 Q26787767 |                                                          | 25 metrů vysoká lípa roste v obci u silnice, poblíž čp. 10. |
| Slanická lípa                     |                                           | Slaník                                               | lípa                                     | 250 |                  | Kategorie „Slanická lípa“ na Wikimedia Commons           | Není vyhlášená jako památný strom, v roce 2006 se dostala do finále ankety Strom roku. Vysazena 1848 k příležitosti zrušení roboty. |
| Smiradická lípa                   |                                           | Smiradice 49°13′45″ s. š., 13°50′43″ v. d.           | lípa malolistá                           | 352 | 102687 Q26787766 |                                                          | 20 metrů vysoká lípa roste za humny, severně od návsi. |
| Strašická lípa                    |                                           | Strašice 49°12′26″ s. š., 13°43′27″ v. d.            | lípa malolistá                           | 380 | 102655 Q26787742 |                                                          | 33 metrů vysoká lípa rostena louce, cca 30 m od lesa, u hájovy v lokalitě Bloudím. |
| Obstova lípa †                    |                                           | Střelské Hoštice                                     | lípa velkolistá                          | 570 | 105340 Q74844855 |                                                          | na zahradě u čp. 77. Poslední zbytek porostu "Na Gustávce" při Otavě, který dal vysadit před 200 lety na počest narození svého syna Gustava bývalý majitel panství JUDr. Gustav Obst (zápis z 1.6.1968). 1. srpna 1983 se lípa při vichřici rozlomila. Dnes již neexistuje, původně 30 metrů vysoká. |
| Štěkeňské duby                    |                                           | Štěkeň 49°16′3″ s. š., 14°0′7″ v. d.                 | dub letní (2)                            | 490 | 102676 Q26779083 | Kategorie „Štěkeňské duby“ na Wikimedia Commons          | 2 duby rostou v zámeckém parku proti schodišti do parku u nové kapličky P. Marie. |
| Tažovická lípa                    |                                           | Tažovice 49°13′55″ s. š., 13°45′28″ v. d.            | lípa velkolistá                          | 422 | 102678 Q26787757 |                                                          | 25 metrů vysoká lípa roste v ovocném sadu nad zámkem. |
| Tažovický jinan, Tažovický platan |                                           | Tažovice 49°13′53″ s. š., 13°45′34″ v. d.            | platan javorolistý jinan dvoulaločný     | 430 | 102675 Q26779082 |                                                          | 2 stromy v zámeckém parku. |
| Tchořovická lípa †                |                                           | Tchořovice 49°26′23″ s. š., 13°48′32″ v. d.          | lípa malolistá                           | 672 | 105341 Q12058440 |                                                          | Rozlomila se při vichřici 1. srpna 1983, dnes již neexistuje. Více v samostatném článku. |
| Heritesův dub                     |                                           | Vodňany 49°8′48″ s. š., 14°7′41″ v. d.               | dub letní                                | 532 | 102686 Q26787765 | Kategorie „Heritesův dub“ na Wikimedia Commons           | 25 metrů vysoký zdravý, normálně plodí. Mezi železnicí a novou státní silnicí, pod stromem studánka, památka na spisovatele Heritese, který prý pod ním rád sedával. |
| Lípa Osvobození                   |                                           | Vodňany 49°8′56″ s. š., 14°10′28″ v. d.              | lípa velkolistá                          | 200 | 106343 Q73601576 |                                                          | Na Kalinově náměstí, vysazena v roce 1945. |
| Podvinická lípa                   |                                           | Vodňany 49°9′35″ s. š., 14°10′37″ v. d.              | lípa malolistá                           | 527 | 102684 Q26787763 | Kategorie „Podvinická lípa“ na Wikimedia Commons         | 23 metrů vysoká lípa roste na křižovatce na Strakonice a Písek, u kapličky, poblíž rybářské školy. |
| Zeyerův dub                       |                                           | Vodňany 49°8′54″ s. š., 14°7′31″ v. d.               | dub letní                                | 380 | 102685 Q26787764 | Kategorie „Zeyerův dub“ na Wikimedia Commons             | 25 metrů vysoký dub na břehu Záhořského rybníka před starou hájovnou. |
| Jírovec u fary                    |                                           | Volyně 49°10′1″ s. š., 13°53′9″ v. d.                | jírovec maďal                            | 305 | 102654 Q26787740 | Kategorie „Jírovec u fary (Volyně)“ na Wikimedia Commons | 22 m vysoký jírovec roste u fary v Lidické ulici |
| Lípa u sv. Ludmily                |                                           | Volyně 49°10′43″ s. š., 13°52′6″ v. d.               | lípa malolistá                           | 330 | 102682 Q26787761 |                                                          | 30 metrů vysoká lípa roste v městském lese u kaple sv. Ludmily. |
| Lípa u školy v přírodě            |                                           | Volyně 49°10′43″ s. š., 13°53′0″ v. d.               | lípa malolistá                           | 290 | 102679 Q26787758 |                                                          | 25 metrů vysoká lípa roste u polní cesty naproti škole v přírodě Volyně. |
| Svojsíkova lípa                   |                                           | Volyně 49°9′59″ s. š., 13°53′25″ v. d.               | lípa                                     | & Chyba ve výrazu: Neočekávaný operátor / Chyba ve výrazu: Neočekávaný operátor / Chyba ve výrazu: Neočekávaný operátor / Chyba ve výrazu: Neočekávaný operátor / Chyba ve výrazu: Neočekávaný operátor / Chyba ve výrazu: Neočekávaný operátor / Chyba ve výrazu: Neočekávaný operátor / Chyba ve výrazu: Neočekávaný operátor / Chyba ve výrazu: Neočekávaný operátor / Chyba ve výrazu: Neočekávaný operátor / Chyba ve výrazu: Neočekávaný operátor / Chyba ve výrazu: Neočekávaný operátor / Chyba ve výrazu: Neočekávaný operátor / Chyba ve výrazu: Neočekávaný operátor / Chyba ve výrazu: Neočekávaný operátor / -1.0000-0 |                  | Kategorie „Svojsíkova lípa“ na Wikimedia Commons         | Park u ulice U nemocnice. |
| Huťská lípa                       |                                           | Závišín u Bělčic 49°29′21″ s. š., 13°51′21″ v. d.    | lípa malolistá                           | 600 | 102683 Q26787762 |                                                          | 27 metrů vysoká lípa v zahradě blízko kamenného tarasu, který ji odděluje od příjezdové cesty ze Závišína. |